# 志麻友紀
志麻 友紀（しま ゆき、8月31日 - ）は、日本の小説家・ライトノベル作家。代表作は角川ビーンズ文庫（角川書店）の『ローゼンクロイツシリーズ』と『マスケティア・ルージュシリーズ』。

## 人物・経歴
第1回角川ルビー小説賞ティーンズルビー部門で優秀賞・読者賞を受賞。

## シリーズ一覧
角川ビーンズ文庫より刊行。
- ローゼンクロイツシリーズ (イラスト；さいとうちほ)
- マスケティア・ルージュシリーズ (イラスト；さいとうちほ)
- セイント・バトラーズ (イラスト；つだみきよ)

B's-LOG文庫より刊行。
- 神父と悪魔シリーズ
- ビーストプリンセスシリーズ（イラスト；氷堂れん）
- 勇者召喚ッ!! シリーズ（イラスト；めろ）
- プリンセス×テンペストシリーズ（イラスト；由貴海里）
- 大ヱ都ものもふ捜査網 シリーズ（イラスト；藤未都也）

一迅社文庫アイリスより刊行。
- パステルと空飛ぶキャンディ（イラスト；水上カオリ）
- 悪魔法王の祓魔師　―暗殺者は神父さま!?―（イラスト；鏑家エンタ）

コミックビーズログ エアレイドに掲載。
- セント・ブルーム学園 12月の花騎士　※小説担当

f-Clan文庫より刊行。
- 天狐来々（イラスト；みもり）

角川つばさ文庫より刊行。
- 三銃士　王妃の首かざりを追いかけろ！（アレクサンドル・デュマ作、イラスト；沖麻実也）

## 神父と悪魔シリーズ

### 既刊
スエカネクミコ挿絵　全10巻まで
- 神父と悪魔 カープト・レーギスの吸血鬼（ヴァンパイア） ISBN 475773011X
- 神父と悪魔 銀の森の人狼（ワーウルフ） ISBN 978-4757734142
- 神父と悪魔 硝子の迷宮の夢魔（リリン） ISBN 978-4757736474
- 神父と悪魔 煉獄の大悪魔 （デモン） ISBN 978-4757738416
- 神父と悪魔 惑乱の魔女（アスタロッテ） ISBN 978-4757742550
- 神父と悪魔 神の城（メンケレ）の死びと使い ISBN 978-4757744783
- 神父と悪魔 邪眼の審問官（アクラシエル） ISBN 978-4757747173
- 神父と悪魔 四葉の双天使（エンジェルズ） ISBN 978-4757747807
- 神父と悪魔 混沌（カオス）の神々 ISBN 978-4047260115
- 神父と悪魔 創生の人間（アダム） ISBN 978-4047263093

### ドラマCD
キングレコードより2編が発売中
- 神父と悪魔 カープト・レーギスの吸血鬼
- 神父と悪魔 銀の森の人狼

ランティスより4編
- 神父と悪魔 カープト・レーギスの吸血鬼
- 神父と悪魔 銀の森の人狼
- 神父と悪魔 硝子の迷宮の夢魔
- 神父と悪魔 煉獄の大悪魔

#### 声の出演
- ヴェドリック・ヴェスター：宮野真守
- アンシャール・アンドゥリィル・アレグリオス男バージョン：関俊彦
- アンシャール・アンドゥリィル・アレグリオス女バージョン：小清水亜美
- オフィエル：平川大輔
- ドゥルー伯爵：堀内賢雄
- サーシャ：速水奨
- リリン：石田彰
- セラミエル：子安武人
- 宵の明星：森川智之
- 光の存在：中田譲治
- 机の男：千葉進歩
- グスタフ：羽多野渉